# Michail Lermontov

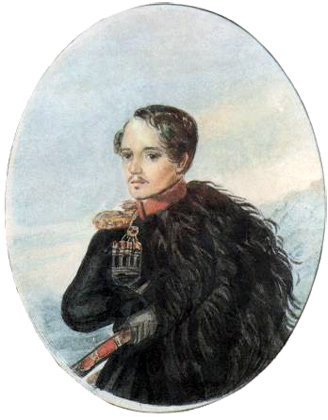
Självporträtt av Michail Lermontov, akvarell på papper

Michail Jurjevitj Lermontov (ryska: Михаил Юрьевич Лермонтов), född 15 oktober 1814 i Moskva, död i duell 27 juli 1841 i Pjatigorsk, Kaukasus, var en rysk poet, prosaist, dramatiker och konstnär.

## Biografi
Lermontov tillhörde en förnäm adelssläkt som invandrat från Skottland på 1600-talet. Fadern var en fattig officer medan mormodern hos vilken han uppfostrades var mycket förmögen och inflytelserik.
Lermontov blev kornett vid gardeshusarerna i Sankt Petersburg 1834, sedan han på grund av misskötta universitetsstudier 1832 tvingats lämna Moskva. Han började tidigt skriva dikter. 1837 förvisades han till ett linjeregemente i Kaukasus efter att ha skrivit en mot hovaristokratin misshaglig dikt efter Aleksandr Pusjkins död. Benådad året därpå återkom Lermontov till Sankt Petersburg, förvisades på nytt och omkom i en duell.
Lermontov visade en glänsande begåvning i versberättelser och dikter i en intellektuellt medveten och pessismistisk stil, influerad av Byron. Han har dock ett starkt egenartat temperament. I sin mäktigaste dikt Sången om tsar Ivan Vasiljevitj, hans unge livdrabant och den djärve köpmannen Kalasjnikov (1838) anslöt Lermontov till den ryska bylindikten form. Kaukasiens hela färgprakt framträdde i de båda episkt lyriska diktverken Klostergossen och Demonen (fullbordade strax före Lermontovs död men utifrån ett 10 år äldre utkast). I den förra ges en psykologiskt stark skildring av en tjerkessgosses trängtan ur tvång och instängdhet till barndomens fria bergstrakter, den senares heta extatiska skildring av en demon har inspirerat en opera.
Lermontovs främsta prosaverk är Vår tids hjälte (1840), som även den har livet i Kaukasien som bakgrund. Dess huvudperson har lånat många drag av författaren, även om denna inte tänkt sig verket som en självbiografi. En kritisk utgåva av Lermontovs skrifter med biografi och bibliografi utgavs av Abramovitj i 5 band 1911-13.
Bland andra verk märks den kanske självbiografiska elegin Óznjik (fånge).

## Verk översatta till svenska
- Vår tids hjelte, 1844, senaste utgåva 1987 "Vår tids hjälte" (Geroj nasjego vremeni, 1840)
- Demonen, 1887 (i nyöversättning av Lasse Zilliacus, parallelltext på svenska och ryska, 2013)
- Valda dikter, 1919
- Dikter, i tolkning av Jakob Rodhe, 1981
- Kosackvaggvisa, musiktryck i bearb. Hugo Alfvén; text: M. Lermontov, 1938
- Ängeln, musiktryck av Staffan Björklund, text av Lermontov "Mot natthimlens rymd", 1992

## Utmärkelser
Nedslagskratern Lermontov på planeten Merkurius och asteroiden 2222 Lermontov är uppkallade efter honom.